# ایری‌دره
ایری‌دره (به لاتین: Əyridərə) یک منطقه مسکونی در جمهوری آذربایجان است که در شهرستان گدابیگ واقع شده است. ایری‌دره ۴۶۷ نفر جمعیت دارد.